# Schmuckgimpel
Der Schmuckgimpel (Carpodacus pulcherrimus) ist ein Singvogel aus der Familie der Finken. Er kommt vom Himalaya bis ins zentrale und nördliche China vor.

## Beschreibung

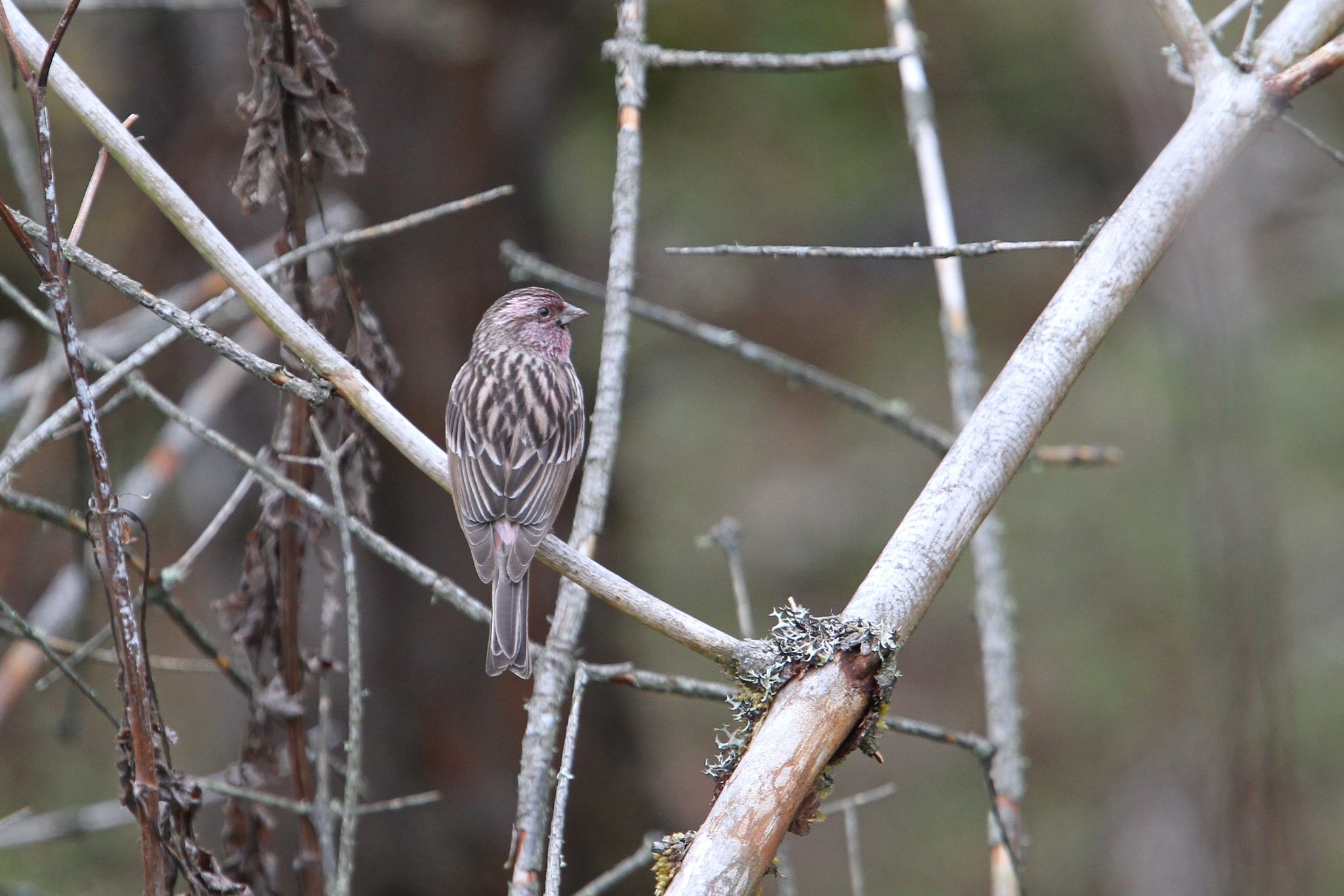
Männlicher Schmuckgimpel

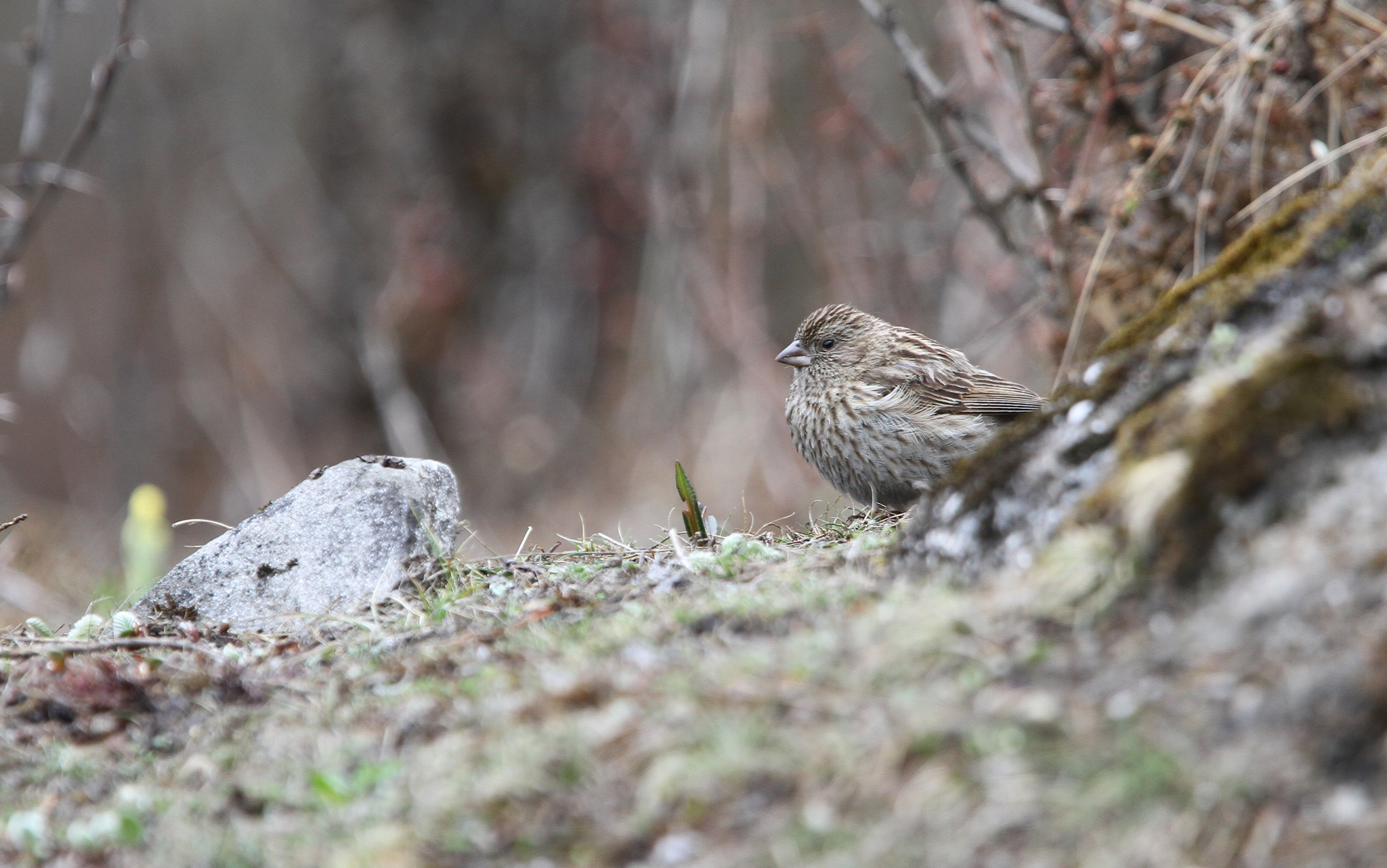
Weiblicher Schmuckgimpel

### Aussehen
Der Schmuckgimpel ist mit 15 cm Körperlänge etwa so groß wie ein Buchfink. Es handelt sich um eine mittelgroße Karmingimpel-Art, die sowohl dem kleineren Auroragimpel als auch dem Rosenbrauengimpel sehr ähnlich ist. Besonders die Weibchen dieser drei Arten lassen sich im Feld kaum unterscheiden. Die Männchen unterscheiden sich in der farblichen Ausprägung der rosa Partien, die Männchen der letzteren Art sind oberseits brauner und oft weniger kräftig gestreift.
Die Flügellänge beträgt beim Männchen 74–81 mm, beim Weibchen 74–78 mm. Die Schwanzlänge liegt zwischen 62 und 64 mm. Der Schnabel ist oben dunkelbraun und unten blassbraun. Die Füße sind fleischfarben bis blassbraun.
Die Geschlechter unterscheiden sich deutlich in der Gefiederfärbung. Beim Männchen ist die Stirn dunkelrosa und läuft in einem breiten Überaugenstreif in ein hell fliederfarbenes Rosa aus. Der Überaugenstreif reicht bis auf die Halsseiten, wo er verblasst. Die rosa Färbung ändert sich mit dem Lichteinfall und kann manchmal fast farblos grau wirken. Zügel, Kinn und Wangen sind ebenfalls dunkelrosa, auf den Wangen und zur Brust hin geht dieses in helleres Rosa über. Dieses erstreckt sich oft bis auf den oberen Bauch. Je nach Unterart geht das dunkelrosa der Kehle auch über die ganze Brust. Die Seiten sind manchmal dunkel gestrichelt. Der untere Bauch ist weißlich, die Unterschwanzdecken und hinteren Bauchseiten blassrosa. Augenstreif, Ohrdecken und ein Teil der Halsseiten sind graubraun und rosa überhaucht. Scheitel, Nacken, Halsseiten und ein zum Bauch hin oft deutlich abgesetzter Teil der Flanken sind graubraun mit dunkler Strichelung. Diese ist auf dem ebenfalls grauen Rücken und den Schultern sehr viel gröber und wirkt durch die dunklen Federzentren fast karoartig. Der Bürzel ist einfarbig rosa, die Oberschwanzdecken braun mit dunkleren Federzentren und rosa Säumen. Die Armdecken sind matt- oder dunkelbraun mit warmbraunen Säumen und rosa Spitzen. Fittich, Handdecken und Schwingen tragen blassbraune Ränder, die sich auf den Armschwingen breiter beige zeigen. Der gegabelte Schwanz ist dunkelbraun mit warmbraunen Federsäumen.
Das Weibchen wirkt sehr viel unauffälliger graubraun. Die Oberseite ist graubraun mit dunkler Streifung. Der Überaugenstreif ist beige, der Bürzel einfarbig blassbraun. Die Unterseite einschließlich Kehle und vorderem Gesicht ist heller bis zu weißlich mit einer dichten und groben dunkelbraunen Streifung. Die Flügelfedern sind ähnlich denen des Männchens, aber ohne Rosa und mit schmaleren Säumen und Spitzen der Armdecken.
Das Jugendkleid unterscheidet sich kaum von dem des Weibchens. Männchen im ersten Jahr ähneln ebenfalls den Weibchen und singen, balzen oder brüten auch in diesem Kleid. Erst im Spätsommer und zum Winter hin wird das Adultkleid ausgebildet.
Die Art sitzt häufig regungslos in der Vegetation und erstarrt bei Gefahr. Bei Erregung wird das Kopfgefieder oft zu einer kleinen Haube aufgestellt.

### Stimme
Der Ruf ist ein weiches, gedämpftes trip, trilp oder trillip, ein sperlingsähnliches tchillip und ein weiches, schwanzmeisenähnliches Zwitschern oder Trillern. Im Flug wird oft ein hartes tschaaaannn abgegeben. Der Gesang wurde bislang nicht beschrieben und ist vielleicht auch nur selten zu hören.

## Verbreitung und Geografische Variation
Der Schmuckgimpel besiedelt Teile des Himalayas bis ins zentrale und nördliche China. Die Unterarten unterscheiden sich in der Intensität der Färbung. Die größte Unterart C. p. waltoni ist insgesamt heller und unterseits mehr rosa. Das Weibchen ist heller als das der Nominatform.
- C. p. argyrophrys Berlioz, 1929 – Süden der Inneren Mongolei, südwärts bis in südwestliche Gānsù und ins östliche Qinghai, außerdem vom südlichen Sichuan bis ins nördliche Yunnan
- C. p. davidianus Milne-Edwards, 1865 – südwestliche Innere Mongolei und Ningxia, südwärts bis Hubei, Shanxi und mittleres Shaanxi
- C. p. pulcherrimus (Moore, 1856) – Himalaya vom Kaschmir und dem nordwestlichen Indien ostwärts durch Nepal, Teile des südlichen Tibets und von Sikkim bis nach Arunachal Pradesh
- C. p. waltoni (Sharpe, 1905) – südöstliches Tibet bis in den äußersten Norden von Yunnan.

Der Schmuckgimpel ist im gesamten Verbreitungsgebiet häufig und im Norden Nepals die häufigste Karmingimpel-Art. Er ist nicht bedroht.

## Lebensweise
Der Schmuckgimpel besiedelt Gesträuch aus Rhododendron, Kreuzdorn, Eichen und Wacholder und ist in Waldrand- und Siedlungshabitaten und über der Baumgrenze auch in einzelnen Sträuchern auf kargen Hängen anzutreffen. Er lebt im Sommer in Höhen zwischen 3600 und 4650 m, in Tibet auch in niedrigeren Lagen. Im Winter verstreicht er in tiefer gelegene Regionen zwischen 2100 und 3600 m.
Die Art lebt paarweise oder in kleineren Trupps und sucht ihre Nahrung meist in der unteren Strauchschicht oder auf dem Boden. Die Nahrung besteht aus Sämereien und Knospen.